# بسران بن مضران
بسران بن مضران (نحو 540 ق م): ملك دومة. حكم خلال أواسط القرن السادس قبل الميلاد على أقل تقدير، وهو معاصر للملك الشهير نبو نيد. اكتشف علماء الآثار كتابة بالخط الدومائي عُثر عليها في منطقة مَحجّة الواقعة في الجنوب الغربي من تيماء على مسافة 25 كيلو متر، يستفاد منها أن بسران، هذا، كان موالياُ لملك بابل نبو نيد الذي اتخذ من تيماء مقرا له، وسيطر على معظم مدن شمال وغرب الجزيرة العربية.

## خلفية تاريخية
بحلول ديسمبر 553 قبل الميلاد، كان نبو نيد يقوم بحملة في شبه الجزيرة العربية، ويقاتل ضد ملك دادان. بحلول مارس 552، هزم نبو نيد ملك دادان، واستولى على مدن أخرى في شبه الجزيرة العربية، بما في ذلك مدينة دومة مقر الملك بسران بن مطران. وقد اتخذ نبو نيد، تيماء مقراً مؤقت لنفسه بحلول صيف عام 552 قبل الميلاد. تذكر المصادر البابلية أن نبو نيد غزا الأراضي العربية حتى يثرب.
بعد غزو تيماء، بقي نبو نيد هناك لمدة عقد تقريبًا، ولم يعد إلى بابل حتى أكتوبر 543 قبل الميلاد، وهو تاريخ العودة الذي تدعمه الوثائق البابلية الباقية. أما الغرض من هذه الإقامة المطولة في تيماء، غير واضح ومثير للجدل، والتي كانت في الواقع نفيًا ذاتيًا على الأرجح.

## النقوش

### النقش الأول: تيماء – محجة 1

#### النقل الحرفي لنص النقش
- هـ-ع ت ر س م/ و ص ل م/س م ع/ لـ- ب س ر ن/ ب ن/ م ض ر ن/ م ل ك/ د م ة/ و أ ت م ن/و د د/ أ ي ه ا.

#### قراءة النقش
- هـا (نداء) عتر السماء وصلم (أسماء آلهات) أسمع لبسران بن مضران (في قراءة أخرى: مطران) ملك دومة وأتمٍ الوداد (المحبة) عليه.

بفضل هذا النقش، نعلم أن حكام مدينة دومة شمال الجزيرة العربية كانوا يطلقون على أنفسهم ملك دومة، بينما كان يطلق عليهم في نصوص آشور ملك/ملكة العرب وأحياناً ملك/ملكة قيدار. ويمكننا التعرف على "عتر السماء" أيضا في عشرين نقشًا آخر بالدومائية الموجود في منطقة دومة الجندل، وقد تم تأريخها إلى حوالي 800 - 500 قبل الميلاد تقريبًا.كذلك تم ذكر "عتر السماء" ضمن مجموعة من الإلهات - التي استولى عليها سنحاريب من دومة إلى نينوى، وقد كان سنحاريب أول ملك آشوري يتغلغل بعمق في شبه الجزيرة العربية. وقد أعاد خليفته الملك آسرحدون تلك التماثيل لاحقًا إلى حزائيل ملك العرب، بما في ذلك تمثال الإله "عتر السماء"، وهو عثتر لدى العرب الجنوبيين، وعشتار في بلاد الرافدين.كما ذكر "عتر السماء" في نصا من عهد الملك يثع بن حزائيل ملك أرض قيدار والملك الآشوري آشوربانيبال ابن آسرحدون.

### النقش الأول: تيماء – محجة 2

#### النقل الحرفي لنص النقش
- أ ن ب س ر ن/ ع ب د/ ن ب و ن أ د/ م ل ك/ ب ب ل/ ن ط ر ت/ه غ ن م/ ب م أ ت ن/ ف ر س ن/ و م أ ت ن/ ر ك ب/ أ ب ل.

#### قراءة النقش
- أنا بسران عبد نبو نيد ملك بابل نطرت (انتظرت) الغنائم بمائتين من الفرسان ومائتين راكب إبل.

نعلم بفضل هذا النقش أن الملك بسران ملك دومة شارك الملك نبو نيد في حملته على تيماء، ومن المحتمل أن تلك الغنائم هي مما حازة الملك نبو نيد من المناطق المجاورة لتيماء. ومن المثير للأهتمام أن تيماء تقع على بعد 275 كيلو متر إلى الجنوب الغربي من مدينة دومة، وذلك يعطينا تصور إلى أي مدى قرر ملك دومة مساندة نبو نيد. ومن المؤكد أن الملك نبو نيد قد أخضع عدد من المدن الواقعة شمال غرب الجزيرة العربية إلى جانب تيماء، منها: دادان، فدك، خيبر، يديع، يثرب، ويبدو أن دومة (حالياَ: دومة الجندل) كانت أول تلك المدن المهمة التي اخضعها نبو نيد، أو ربما كانت موالية له وساعدته في السيطرة على شمال وغرب الجزيرة العربية.